# 杨成哲
杨成哲（1934年6月—），男，朝鲜族，吉林和龙人，中国医生，曾任延边朝鲜族自治州政协副主席，第八届全国政协委员。